# Campionato centramericano maschile di pallacanestro 1995
Il 14º Campionato dell'America Centrale e Caraibico Maschile di Pallacanestro FIBA (noto anche come FIBA Centrobasket 1995) si è svolto dal 23 al 31 maggio 1995 a Santo Domingo nella Repubblica Dominicana. Il torneo è stato vinto dalla nazionale cubana.
I FIBA Centrobasket sono una manifestazione contesa dalle squadre nazionali di Messico, Centro America e Caraibi, organizzata dalla CONCENCABA (Confederazione America Centrale e Caraibi), nell'ambito della FIBA Americas.

## Squadre partecipanti
- Bahamas
- Barbados
- Costa Rica
- Cuba
- Panama
- Porto Rico
- Rep. Dominicana

## Classifica finale
| Pos | Squadra | V-P |
| --- | --- | --- |
|     | Cuba | 6-1 |
|     | Rep. DominicanaAntigua, Baker, Espinal, López, Mercedes, Michel, Muñoz, Peterson, Ramírez, Santos, Vargas, Vásquez, All. Moncho Monsalve | 5-2 |
|     | Porto Rico | 6-1 |
| 4   | Panama | 3-4 |
| 5   | Bahamas | 1-5 |
| 6   | Barbados | 1-5 |
| 7   | Costa Rica | 1-5 |